# Luiza Piccarreta
Luiza Piccarreta (ur. 23 kwietnia 1865 w Corato, zm. 4 marca 1947) – włoska tercjarka dominikańska, mistyczka, stygmatyczka, znana jako Mała Córeczka Woli Bożej. W swoim najbardziej obszernym dziele (36 tomów) The Book of Heaven zawarła przesłanie Daru Życia w Woli Bożej.

## Życiorys
Luiza Piccarreta nazywana „Świętą Luizą” urodziła się w Corato 23 kwietnia 1865 w Niedzielę in albis, którą 130 lat później Jan Paweł II ogłosił Niedzielą Miłosierdzia Bożego. Rodzicami Luizy byli Rosa Tarantino i Vito Nicola Piccarreta. Rosa Tarantino nie odczuwała bólów porodowych przy narodzeniu córki. Tego samego dnia Piccarreta została ochrzczona. Była czwartą spośród pięciu córek.
Luiza w dzieciństwie miała cierpieć z powodu ataków szatana, który dręczył ją również fizycznie. W wieku 9 lat przyjęła Pierwszą Komunię Świętą i bierzmowanie. Od tamtego czasu miała zacząć słyszeć wewnętrzny głos, który przypisała Jezusowi i godzinami modliła się przed Najświętszym Sakramentem. W wieku 13 lat miała doznać pierwszej wizji Chrystusa niosącego krzyż i błagającego ją o pomoc słowami „Duszo pomóż mi”.
Luiza w tym czasie zaczęła popadać w niewyjaśniony stan zesztywnienia. Jej ciało choć dawało oznaki życia, zachowywało się jak martwe. Rodzina chciała ją leczyć biorąc ten stan za chorobę, jednak nie udawało się znaleźć medycznego uzasadnienia dla jej stanu. Ostatecznie rodzina zwróciła się o pomoc do zakonnika o. Cosmy Loiodicego. Ten uwolnił Luizę z tej przypadłości za pomocą znaku krzyża. Fakt, że codziennie rano musiał zjawiać się kapłan, aby znakiem krzyża uwolnić ją ze stanu zesztywnienia był powodem wielkich cierpień dla Luizy. Kapłani nie dowierzali autentyczności tego zjawiska, dlatego raz została pozostawiona w tym stanie na ponad dwadzieścia dni. Z drugiej strony niezbędna obecność księdza spowodowała, że Luiza przez całe swoje życie była pod opieką kapłańską.
Arcybiskup Giuseppe Bianchi Dottula po rozeznaniu sprawy, postanowił przyznać Luizie specjalnego spowiednika. Został nim o. Michele De Benedictis. Od szesnastego roku życia Luiza przyjęła stan duszy ofiarnej i była sporadycznie przykuta do łóżka. Kilka lat później, od 1889 roku, przyjęła ten stan na stałe i pozostała unieruchomiona przez kolejne pięćdziesiąt osiem lat. W 1883 roku, gdy miała 18 lat, została przyjęta do III Zakonu Dominikańskiego, przyjmując imię Magdalena. W wieku 63 lat Luiza przeniosła się do Sierocińca Sióstr Boskiej Gorliwości w Corato. Pozostała tam przez 10 lat, potem została przeniesiona do domu na ulicy Via Magdalena i tam pozostała do końca życia.
Ks. Benedetto Calvi, ostatni spowiednik Luizy, pozostawił o niej takie świadectwo:

Modlitwa, praca, cierpienie, pocieszanie, doradzanie, nauczanie, oświecanie umysłów, ogrzewanie serc, przemienianie dusz. Jej łóżko przekształcało się w cudowną ambonę, z której z mądrością i z boskim namaszczeniem przemawiała i wewnętrznie przemieniała dusze. Wielu wychodziło z jej pokoiku wyraźnie przemienionych, zadziwionych i wzruszonych, i gotowych do oczyszczenia się w spowiedzi świętej. Była naszym piorunochronem, który chronił przed piorunami potężnej sprawiedliwości Bożej, oburzonej przez zniewagi naszych grzechów.

### Cuda i proroctwa
Luizie przypisuje się wiele cudów i spełnionych proroctw, które miały miejsce za jej życia i po śmierci. Wśród proroctw m.in.: trzęsienie ziemi w Mesynie, dnia 28 grudnia 1908 i zakończenie wojny w Afryce. Wśród cudownych uzdrowień odnotowano m.in.: uzdrowienie z epilepsji, raka, paraliżu, krwotoku a także guza. Odnotowano przypadki wskrzeszeń. Luiza miała znać szczegóły z przyszłości wielu ludzi.
Luiza przez około siedemdziesiąt lat prawie nie piła i nie jadła. Gdy z posłuszeństwa wobec swoich spowiedników spożywała raz dziennie bardzo skromny posiłek, był on natychmiast zwracany. Niezwykłość tego zjawiska polegała na tym, że całe zwymiotowane jedzenie było w nienaruszonym stanie, jakby nigdy nie zostało zjedzone i wydzielało przyjemny zapach. W swoim dzienniku odnotowała, że Jezus objawił jej, że przygotowywał ją do tego, aby żyła wyłącznie Jego Wolą, która razem z codzienną Komunią Świętą miała stanowić jej chleb codzienny.
Luiza posiadała ukryte stygmaty, które trzymane były w tajemnicy, a które czasami krwawiły. Gdy o. Bernardino Giuseppe Bucci, krewny Rosarii Buccii, która zajmowała się Luizą przez czterdzieści lat  wyraził zdziwienie co do posiadania przez Luizę stygmatów, ponieważ nigdy ich nie widział na jej rękach, otrzymał następującą odpowiedź:

Oczywiście, że nie, ponieważ były wewnętrzne i tylko ja i kilka innych osób je widziałyśmy. Wśród nich byli jej spowiednicy i siostry Cimadomo, a także, jak sądzę, jej siostrzenica, Giuseppina. W rzeczywistości, jeśli wzięło by się dłoń Luizy i uniosło ją do światła, to widoczny byłby wewnętrzny otwór. Kiedy w nocy wchodziłam do jej pokoju, często znajdowałam ją całą we krwi: tyle krwi sączyło się z jej stóp, rąk i boku, że jej koszula nocna i łóżko były nią nasiąknięte. Czasami krew kapała nawet na podłogę. Nie tylko jej ciało, ale także głowa i twarz były pokryte krwią: wyglądała jak ukrzyżowana. Pierwszy raz byłam głęboko wstrząśnięta, wierząc, że zmarła z powodu utraty krwi i pobiegłam po ścierki, żeby ją oczyścić, ale kiedy wróciłam, znalazłam ją absolutnie czystą, z wyjątkiem prześcieradła. Wszystko zniknęło. To zjawisko zdarzało się dwa lub trzy razy do roku.

Jej śmierć i pogrzeb nosiły znamiona cudowności. Ciało nie dostąpiło stężenia pośmiertnego, pozostawała w pozycji siedzącej.
O. Bucci naoczny świadek jej pogrzebu relacjonował tak:

Odwiedziłem ciało Luizy kilkakrotnie w ciągu czterech dni, kiedy pozostawała wystawiona na widok publiczny, dotykając jej kilka razy i biorąc niektóre z kwiatów, które stale kładziono na jej stopach i nogach, których zazdrośnie strzegłem przez wiele lat wśród moich książek. Wiele z nich zostało przekazanych chorym, którzy, gdy ich dotknęli zostali uzdrowieni i mogli uczestniczyć w jej pogrzebie. Gdy trumna przejeżdżała, przykutych do łóżka zanoszono do drzwi ich domów i wielu, jak mówiono, otrzymało szczególne łaski.

Wiele cudownych wydarzeń i uzdrowień mających mieć miejsce w jej życiu, zgodnie z jej wolą, nie zostało ujawnionych.

Nie mogę mówić o tych rzeczach, Luiza zawsze mi zabraniała mówić o nich. Jej spowiednik był jedynym, który wiedział wszystko i był depozytariuszem jej niezwykłych zjawisk. Luiza ze swej strony zawsze udawała, że nic się nie wydarzyło i nie pozwalała, by powiedziano o tym choćby jedno słowo. Wszystko musiało być poddane autorytetowi księdza i tylko on mógł zdecydować, czy zjawiska mają być ujawnione. Luiza nic nie robiła i nic nie pisała bez upoważnienia swego spowiednika, była tak poddana autorytetowi Kościoła, że nic nie miało być znane, spisane i ujawnione bez jego zgody.

Cuda miały nie ustać po śmierci Luizy. Świadectwa uzdrowień przesyłane są do Sekretariatu Stowarzyszenia Luiza Piccarreta – Piccoli Figli della Divina Volontà. Współczesne najbardziej znane uzdrowienia dotyczą Marii Margarity Chavez chorej na zapalenie płuc z licznymi powikłaniami, której lekarze nie dawali więcej niż 24 godziny życia, Laudira Floriana Waloski, który doznał poważnego urazu głowy po upadku z drabiny i uzdrowienia z raka.

### Ojciec Pio w życiu Luizy
Luiza i ojciec Pio nigdy się nie widzieli jednak znali się i darzyli wzajemnie szacunkiem. Federico Abresch, który dostąpił nawrócenia za sprawą ojca Pio, został przez niego wysłany do domu Luizy, gdy jej trzy pisma zostały umieszczone na indeksie ksiąg zakazanych ze słowami: „Droga Luizo, święci służą dla dobra dusz, ale ich cierpienie nie zna granic”. Znane są również słowa ojca Pio kierowane do przyjeżdżających do niego mieszkańców Corato: „Po co tu przyjechaliście? Macie Luizę, idźcie do niej” oraz „Luiza będzie znana na całym świecie”. Federico Abresch został Apostołem Woli Bożej. Wraz z duchową córką ojca Pio Adrianną Pallotti otworzył w San Giovanni Rotondo Dom Woli Bożej i rozprzestrzeniał duchowość Życia w Woli Bożej.

#### Spowiednicy Luizy
- o. Cosma Loiodice – pierwszy spowiednik
- ks. Michele De Benedictis – oficjalny spowiednik w latach 1884–1898. Był spowiednikiem Luizy w dzieciństwie. Zezwolił jej na permanentny stan ofiary oraz nakazał jeść przynajmniej raz dziennie[10].
- ks. Gennaro di Gennaro – spowiednik w latach 1898–1922. Z jego nakazu Luiza zaczęła spisywać otrzymywane objawienia w swoim dzienniku.
- ks. Hannibal Maria Di Francia (święty) – spowiednik nadzwyczajny w latach 1919 – 1927. Prosił Luizę o spisanie wspomnień z dzieciństwa. Wydał niektóre z jej dzieł np. czterokrotnie The twenty-four hours of the Passion (24 Godziny Męki Pańskiej)[36]. Na jego życzenie przeniosła się do Sierocińca Sióstr Boskiej Gorliwości.
- ks. Francesco De Benedictis – spowiednik w latach 1922–1926
- ks. Ciccio Bevilacqua – spowiednik okazjonalny
- Koadiutor Luca Mazzilli – spowiednik okazjonalny
- ks. Benedetto Calvi – ostatni, stały spowiednik w latach 1926 – 1947[37].

### Śmierć i uroczystości pogrzebowe
Luiza Piccarreta zmarła, po ciężkim zapaleniu płuc, 4 marca 1947 r. Była to jedyna zdiagnozowana choroba w jej życiu. Ciało Luizy, przez trzy dni, pozostawało wystawione na widok publiczny, by można było oddać mu cześć. Jej ciało nie uległo stężeniu pośmiertnemu a sama Luiza wyglądała jakby spała. Jej kończyny były elastyczne a kilka sztywnych kręgów kręgosłupa, spowodowało, że złożenie jej w trumnie było niemożliwe. Zbudowano specjalną, oszkloną trumnę, w której została złożona w pozycji siedzącej. Tysiące ludzi uczestniczyło w jej pogrzebie, zarówno z Corato jak i spoza miasta, w tym liczne zakony i niezliczona liczba księży. Luizę pochowano w rodzinnej kaplicy Don Benedetto Calvi 3 lipca 1963 r. Kilka lat później jej doczesne szczątki spoczęły w kościele parafialnym Santa Maria Greca.

### Doktryna Życia w Woli Bożej
Nasz Pan, który z wieku na wiek coraz bardziej pomnaża cuda swojej miłości, jak się zdaje, chciałby z tej dziewicy, którą On nazywa najmniejszą spośród znalezionych na Ziemi, pozbawionej wszelkiego wykształcenia, ukształtować narzędzie zdolne do misji tak wzniosłej, że żadna inna nie mogłaby się z nią równać, mianowicie triumfu Bożej Woli na całej Ziemi, w zgodzie z tym co zostało powiedziane w Ojcze Nasz: Bądź Wola Twoja jako w niebie, tak i na ziemi.

Luiza posiadała tylko podstawowe wykształcenie i ograniczone słownictwo. Poprzez te ograniczenia Jezus miał ukazać, że doktryna, która jest zawarta w jej pismach nie pochodzi od niej samej, ale od Boga, który jest pierwszorzędnym autorem jej pism. Życie w Woli Bożej, które jest darem, jest najważniejszym przesłaniem płynącym z życia i pism Luizy Piccarrety. Stanowi ono wypełnienie modlitwy Ojcze nasz a dokładnie prośby "Bądź Wola Twoja, jako w niebie tak i na ziemi".
Życie w Woli Bożej to „panowanie” z Chrystusem. Dusza żyje jak „syn”, „posiada” Wolę Bożą i Nią dysponuje. Jest to stan bardzo podobny do życia błogosławionych w niebie. Życie w Woli Bożej dusza otrzymuje jako dar. Jezus miał objawić Luizie, że nie ma większego daru, niż posiadanie Jego Woli i życie w Niej. Natomiast życie zgodne z Wolą Bożą to „czynienie Woli Bożej” i przypomina życie „sługi”, który przestrzega Bożych rozkazów.
Pisma Luizy służą poznaniu prawd o darze Życia w Woli Bożej. Kolejno poznanie, pragnienie i prośba o ten dar, ma na celu doprowadzenie do życia w Bożej Woli. Żyjąc w Woli Bożej, dusza oddaje Bogu należną mu chwałę w imieniu wszystkich dusz przeszłych, teraźniejszych i przyszłych i wyprasza nadejście Królestwa Woli Bożej. Dzięki Życiu w Woli Bożej stworzenie może powrócić do pierwotnej świętości i jedności z Bogiem jaką posiadali przed upadkiem Adam i Ewa czyli do porządku, miejsca i celu dla jakiego stworzenie zostało pierwotnie stworzone przez Boga.

## Pisma i ich historia

### Stanowisko Kościoła wobec pism Luizy
- 20 listopada 1994 – W święto Chrystusa Króla, kardynał Joseph Ratzinger  wydał zezwolenie arcybiskupowi Carmelo Cassati by formalnie otworzył diecezjalny proces w sprawie życia, cnót i opinii świętości Luizy Piccarrety. Tym samym unieważnił wcześniejsze potępienie pism Luizy[38].
- 1997 – Ks. Antonio Resta i ks. Cosimo Reho, stwierdzili, że pisma Luizy nie zawierają niczego sprzecznego z wiarą lub moralnością katolicką[44].
- 2010 –  Mianowani przez Stolicę Apostolską cenzorzy teologiczni, wyrazili swoją aprobatę dla pism Luizy, zapewniając, że nie ma w nich nic co sprzeciwia się wierze lub moralności[44].
- 2012 – Arcybiskup Trani stwierdził w notyfikacji „Pragnę zwrócić się do wszystkich, którzy twierdzą, że te pisma zawierają błędy doktrynalne. Do tej pory nie zostało to nigdy potwierdzone żadnym oświadczeniem Stolicy Apostolskiej ani przeze mnie osobiście"[45].
- 2012 – Zatwierdzenie rozprawy doktorskiej o. Josepha Iannuzziego przez Papieski Uniwersytet Gregoriański w Rzymie zatytułowanej Życie w Woli Bożej w pismach Luizy Piccarrety – badanie wczesnych soborów ekumenicznych oraz teologii patrystycznej, scholastycznej i współczesnej [46]. Rozprawa jest systematyczną teologiczną prezentacją na temat oddania się Woli Bożej w ramach Tradycji Kościoła i nauczania Magisterium[47].
- 2013 – Imprimatur dla książki Stephena Pattona: A Guide to the Book of Heaven: Luisa Piccarreta's Writings Evaluated in the Light of Catholic Doctrine (Przewodnik po Księdze Nieba: Pisma Luisy Piccarrety ocenione w świetle doktryny katolickiej)[48].
- 8 lipca 2024 – Wydanie Nihil obstat dla beatyfikacji Luizy Piccarrety. Wznowienie procesu beatyfikacyjnego i potwierdzenie, że pisma Luizy nie zawierają błędów doktrynalnych[49][50]

### Rękopisy
Lista:
- Diary – The Kingdom of my Divine Will in the midst of creatures. Book of Heaven. The Recall of the creature to the Order, to the Place and to the Purpose for which he was created by God (Królestwo Mojej Bożej Woli pośród stworzeń. Księga Nieba. Przywołanie stworzenia do Porządku, Miejsca i Celu, dla którego zostało stworzone przez Boga). Jest to najbardziej obszerne dzieło Luizy; zawiera 36 tomów.
  - Tomy 1-12 – zawierają opisy Męki Jezusa Chrystusa i Jego dzieła Zbawienia
  - Tomy 13-24 – opisują dzieło stworzenia świata przez Boga Ojca
  - Tomy 25-36 – opisują dzieło uświęcenia dokonywane przez Boga Ducha Świętego
- The Virgin Mary in the Kingdom of the Divine Will (Dziewica Maryja w Królestwie Woli Bożej)
- The twenty-four hours of the Passion (24 Godziny Męki Pańskiej)
- Childhood Memories (Wspomnienia z Dzieciństwa)
- Letters (Listy) Wśród licznych listów, które napisała Luiza znajduje się 70 napisanych do Hannibala di Franci, który był jej spowiednikiem, 239 opublikowanych listów do różnych adresatów i inne odkryte niedawno nieopublikowane listy.
- Prayers (Modlitwy)
  - The Pilgrimage of the Soul in the Divine Will (Pielgrzymka Duszy w Woli Bożej)
  - 3 Appeals (3 Apele)  Apel Jezusa Chrystusa Króla, Apel Królowej Nieba, Apel Luizy
  - 3 Consecrations (3 Konsekracje)
  - The Seven Sorrows of Mary (Siedem Boleści Maryi)
  - The Visits to Jesus in the Blessed Sacrament (Nawiedzenia Pana Jezusa w Najświętszym Sakramencie)
  - Yearnings for Holiness (Tęsknota za Świętością)
- Spiritual Testament (Testament Duchowy)

### Historia powstania
Luiza zaczęła zapisywać swoje wewnętrzne przeżycia 28 lutego 1899 r. na prośbę spowiednika ks. Gennaro Di Gennaro. Było to dla niej umartwienie i cierpienie, czyniła to wyłącznie z nakazu posłuszeństwa.
W 1938 trzy opublikowane dzieła Luizy zostały umieszczone na indeksie ksiąg zakazanych, obok pism takich autorów jak Faustyna Kowalska i Antonio Rosmini-Serbati. Na indeks wpisano konkretne wydania tych dzieł. Jedno z nich, było zredagowane z fragmentów pism Luizy i nigdy więcej go nie opublikowano. Pozostałe dwa doczekały się ponownej publikacji z pełną aprobatą kościelną. 11 września 1938 roku gazeta watykańska L’Osservatore Romano poinformowała o dekrecie i podała „nadmierny mistycyzm” jako powód umieszczenia tych trzech publikacji na indeksie.
W 1938 skonfiskowano 34 ręcznie spisane tomy największego dzieła Luizy znanego jako The Book of Heaven (Księga Nieba). Rękopisy przechowywano w archiwum Świętego Oficjum (obecnie Dykasteria Nauki Wiary). Rękopisy te nigdy nie trafiły na indeks. Luiza w zaistniałej sytuacji całkowicie podporządkowała się autorytetowi Kościoła, co wyraziła w liście napisanym kilka dni później.
W 1996 roku, za pozwoleniem papieża, Jana Pawła II, wykonano fotokopie 34 tomów The Book of Heaven a oryginały pozostawiono w Archiwach Watykańskich. Fotokopie zostały przekazane arcybiskupowi Trani Carmelo Cassatiemu. Pisma są wyłączną własnością Archidiecezji Trani.
Dla wyjaśnienia wyrażeń w pismach Luizy, mogących prowadzić do mylnych lub błędnych interpretacji Stowarzyszenie Luiza Piccarreta – Małe dzieci Woli Bożej pod nadzorem arcybiskupa Trani, przygotowuje obecnie wydanie krytyczne i typiczne pism Luizy, wraz z odpowiednim wprowadzeniem i komentarzem teologicznym. Po przygotowaniu oficjalnego autoryzowanego przez Kościół wydania, zostanie udzielone pozwolenie na tłumaczenie na języki ojczyste.

#### Kontrowersje
Kontrowersje wokół Luizy Piccarrety dotyczą w głównej mierze jej pism. Luiza pisała w dialekcie włoskim charakterystycznym dla regionu w którym mieszkała (region Apulia, w prowincji Bari) a nie w standardowym włoskim, co dodatkowo obok jej podstawowego wykształcenia komplikowało wierne tłumaczenie sensu jej pism.
Aby uniknąć rozpowszechniania błędnych tłumaczeń i interpretacji abp. Pichierrini poinformował o zakazie publikowania pism Luizy, aż do czasu ukazania się wydania autoryzowanego przez Kościół. Zakaz dotyczy dziennika składającego się z 36 tomów The Book of Heaven (Księga Nieba). Wyjątki zostały uczynione dla następujących pism Luizy: 24 godziny Męki Pańskiej, Dziewica Maryja w Królestwie Woli Bożej i jej Listów, a także dla dzieł o Luizie autorstwa o. Bernardino Bucciego.

## Proces beatyfikacyjny
- kwiecień 1947 – Na polecenie arcybiskupa Trani Francesca Paola Petronelliego rozpoczęto zbieranie informacji w celu rehabilitacji Luizy przez Stolicę Apostolską[38].
- 1948 – Arcybiskup Reginaldo Giuseppe Maria Addazzi, nadał Luizie tytuł Służebnicy Bożej i udzielił pozwolenia na wydrukowanie obrazka świętego z relikwią[38].
- 1963 – Arcybiskup Addazzi zorganizował przeniesienie szczątków Luizy do kościoła Santa Maria Greca[38].
- 1986 – Na prośbę kardynała Palazziniego, prefekta Kongregacji ds. Kanonizacyjnych, zebrano świadectwa dotyczące Służebnicy Bożej[44].
- 4 marca 1987 – Arcybiskup Giuseppe Carata wydał dekret o utworzeniu cywilnego stowarzyszenia, zajmującego się kolekcjonowaniem pamiątek i przedmiotów należących do Luizy Piccarrety – Pia Associazione Luisa Piccarreta Piccoli Figli della Divina Volontà (Pobożne Stowarzyszenie Luiza Piccarreta Małe Dzieci Woli Bożej)[38].
- 24 lutego 1994 – Kongregacja Spraw Kanonizacyjnych w oficjalnym piśmie poinformowała, że Stolica Apostolska wydała Non Obstare dla otwarcia procesu beatyfikacyjnego[53].
- 20 listopada 1994 – Kardynał Joseph Ratzinger w dniu święta Chrystusa Króla wydał zezwolenie arcybiskupowi Carmelo Cassatiemu by formalnie otworzył diecezjalny proces w sprawie życia, cnót i opinii świętości Luizy Piccarrety[57].
- 7 października 1997 – Hannibal Maria Di Francia, spowiednik nadzwyczajny i kierownik duchowy Luizy zostaje beatyfikowany przez papieża Jana Pawła II[44].
- 19 lutego 2010 – Cywilne stowarzyszenie Pia Associazione Luisa Piccarreta Piccoli Figli della Divina Volontà otrzymało kanoniczne zatwierdzenie. Zostało zakwalifikowane jako publiczne stowarzyszenie wiernych i zmieniło nazwę na Associazione Luisa Piccarreta – Piccoli Figli della Divina Volontà (Stowarzyszenie Luisa Piccarreta – Małe Dzieci Woli Bożej)[58].
- 16 maja 2004 – papież Jan Paweł II kanonizował Hannibala Di Francię[44].
- 29 października 2005 – Nowy arcybiskup Giovanni Battista Pichierri zamknął proces beatyfikacyjny na szczeblu diecezjalnym a sprawa została przekazana do Kongregacji Spraw Kanonizacyjnych[56].
- 2006 – Arcybiskup Pichierri udzielił stowarzyszeniu Associazione Luisa Piccarreta – Piccoli Figli della Divina Volontà mandatu na utworzenie sekretariatu ds. beatyfikacji Służebnicy Bożej Luizy Piccarrety dla wsparcia i informacji osób zainteresowanych sprawą Luizy i dla nawiązywania dialogu z innymi diecezjami, osobami, grupami i stowarzyszeniami[45].
- 2016  – Wydana została oficjalna biografia Luizy Piccarrety Słońce mojej woli, przez wydawnictwo Watykańskie (Libraria Editrice Vaticana), autorstwa Marii Rosario Del Genio, ze wstępem kardynała Joségo Saraivy Martinsa, emerytowanego prefekta Kongregacji Spraw Kanonizacyjnych[44].
- styczeń 2024 – Proces beatyfikacyjny został zawieszony ze względu na niejasności, natury teologicznej, chrystologicznej i antropologicznej, zawarte w pismach Luizy, które nie będąc błędami doktrynalnymi wymagały dalszej oceny[49].
- czerwiec 2024 –  Kongregacja Nauki Wiary wydała Nihil obstat dla wznowienia procesu beatyfikacyjnego Luizy Piccarrety[49].
- 8 lipca 2024  – Kongregacja Spraw Kanonizacyjnych formalnie ogłosiła decyzję Kongregacji Nauki Wiary o wydaniu Nihil obstat dla beatyfikacji Luizy Piccarrety i wznowieniu procesu a tym samym potwierdziła, że pisma Luizy nie zawierają błędów doktrynalnych[49].

## Oficjalne wspólnoty żyjące duchowością Luizy Piccarrety
- Publiczne stowarzyszenie wiernych – Associazione Luisa Piccarreta – Piccoli Figli della Divina Volontà (Stowarzyszenie Luiza Piccarreta – Małe Dzieci Woli Bożej)
- Belgijska wspólnota – Huis van de Goddelijke Wil (Dom Woli Bożej)
- Wspólnota w Ameryce i na Filipinach – Little Children of the Divine Will Philippines&USA (Małe Dzieci Woli Bożej Filipiny&USA)
- Zgromadzenie zakonne – The Benedictine Daughters of the Divine Will (Benedyktynki Córki Woli Bożej)
- Centrum Woli Bożej w USA – The Luisa Piccarreta Center for the Divine Will (Centrum Woli Bożej Luizy Piccarretty w USA)[59]